# Blanes
Blanes är en kommun och turistort på Costa Brava i Spanien. Den ligger i provinsen Província de Girona och regionen Katalonien, i den östra delen av landet, 600 km öster om huvudstaden Madrid. Blanes ligger 13 meter över havet  och antalet invånare är 39 914. Blanes gränsar till Lloret de Mar, Malgrat de Mar, Palafolls och Tordera. 
Stadens ansikte mot havet är kilometerlånga sandstränder och inne i staden finns sevärdheter som Santa Maria-kyrkan från 1300-talet och kapellet L'Esperança. Där finns också ett keramikmuseum donerat av författaren Roig i Raventós. I norr finns ruinerna av den gamla feodalborgen på toppen av berget Sant Joan, varifrån man har utsikt över Blanes med omgivningar. Här finns också den botaniska trädgården "Marimurtra" med arter från såväl den lokala medelhavsfloran som Sydafrika, Kalifornien och Centralamerika.
Vid kusten cirka fem kilometer nordost ligger turistorten Lloret de Mar. Blanes har tågförbindelse med Barcelona, cirka 60 km sydväst.